# Bolos en Cantabria
Los bolos hacen referencia a un juego que consiste en derribar por parte de cada jugador el mayor número posible de bolos, o enviarlos lo más lejos posible lanzando una bola o pieza de madera. Los bolos en Cantabria son el deporte que más dinero mueve en toda la comunidad, exceptuando el fútbol.

## Modalidades

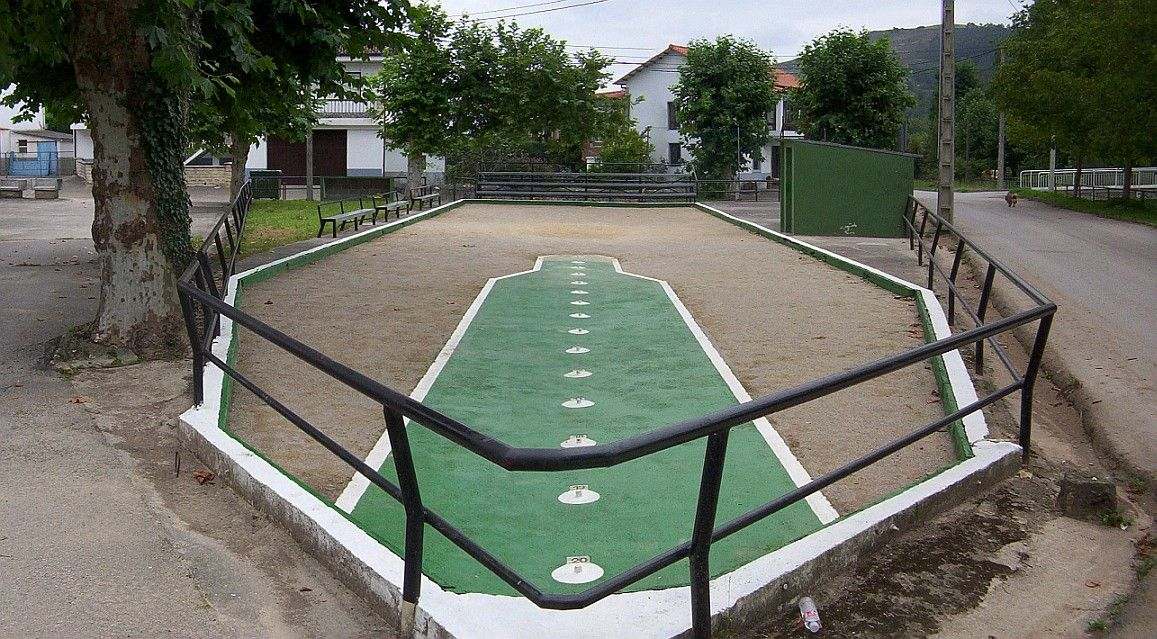
Bolera o corro en Barrio de Arriba (Cantabria) para la modalidad de juego de bolo palma.

### Bolo palma
- Los bolos: son 9, de madera de avellano o abedul, con una base de metal conocida como argolla. Estos se sitúan en la caja de la bolera encima de las estacas correspondientes. Tienen unas medidas de 45 cm de alto por 5 cm de diámetro.
- El emboque: En concurso, se sitúa a los laterales de la caja en función de si se juega a la mano o al pulgar (efecto que se da a la bola). En partido, existe una mayor libertad de movimiento del emboque que debe seguir una serie de reglas según la raya que se ponga.
- La bola: Posee forma esférica y en ocasiones para "ponerlas al peso" de núcleo metálico (plomo), están hechas con madera de encina. Su peso oscila normalmente entre los 1,5 y 2,3 kg.
- La bolera: La bolera se compone de tres partes: tiro, caja y birle. Las dimensiones de la bolera, de forma rectangular, serán en atención a la categoría de las Peñas, de unas determinadas medidas, si bien se aconseja la construcción de la bolera máxima (34 x 8 m).
- El tiro: Es la primera zona de la bolera, se trata de una superficie de cemento, tiene unas estacas, separadas entre sí con una distancia de 1 metro, para indicar los distintos tiros, estos tiros abarcan un rango desde los 10 metros hasta los 20 metros dependiendo de la bolera
- La caja: Es la segunda zona de la bolera. La caja abarca desde el fleje, chapa metálica alargada, hasta la tercera fila de bolos. En ella se encuentran las estacas en las que se sitúan los 9 bolos. En función de la caja, pueden existir estacas para el emboque a los lados de esta para situarlo en función de la mano a la que se tenga que tirar.
- El birle: Es la tercera parte de la bolera. Se trata de una zona de tierra, limpia de elementos. En ella se detendrán las bolas una vez lanzadas desde el tiro.

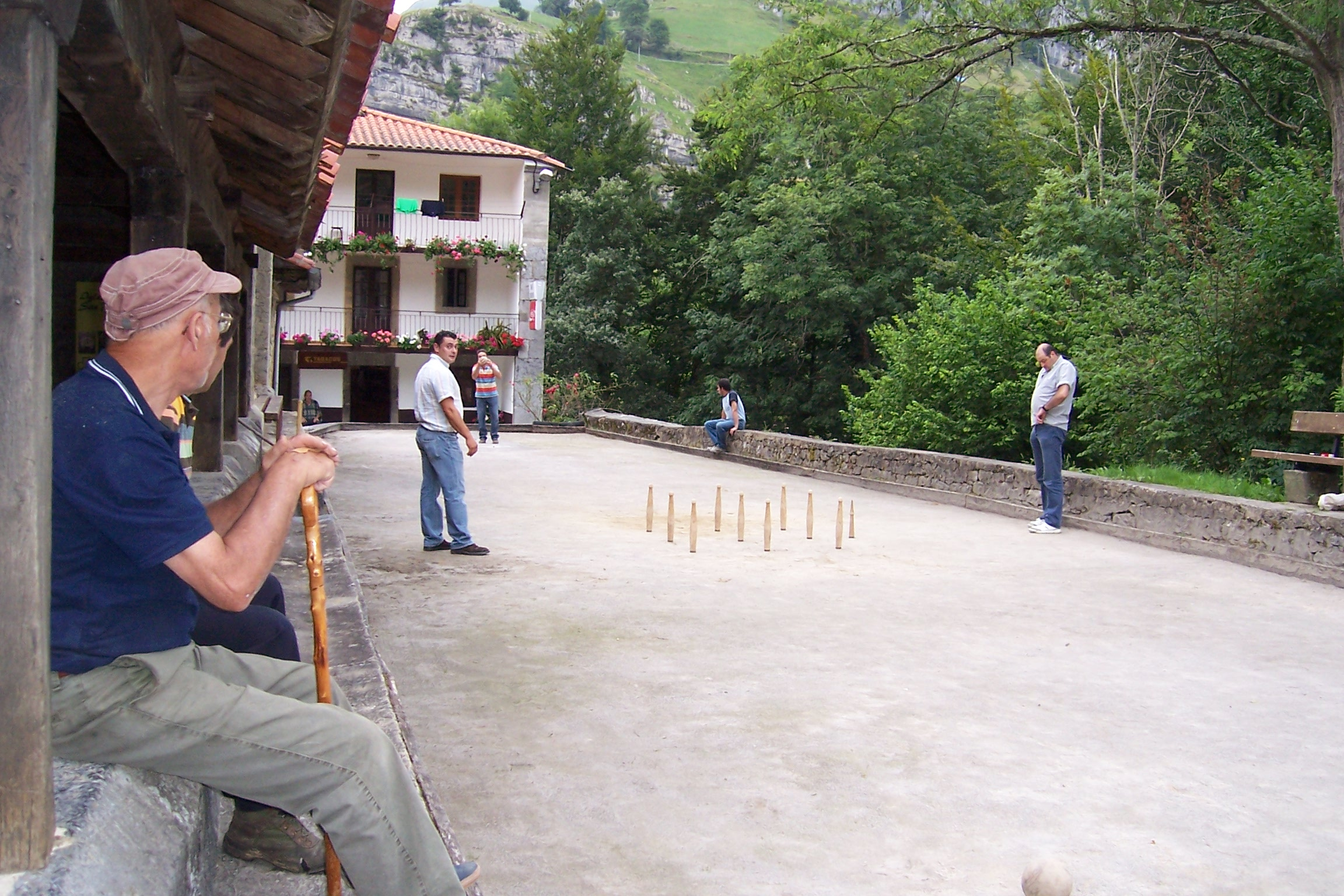
En la primera fase del juego del bolo palma, el jugador lanza la bola desde la zona llamada tiro. La bola tiene que sobrepasar la línea de aluminio situada delante del primer bolo (llamada fleje) en el primer bote y detenerse fuera de la caja para posteriormente poder birlar.

Se comienza la tirada lanzando las bolas desde el tiro (3 en el juego individual y 2 en peña). El jugador debe lanzar las bolas desde el tiro "volviéndolas" a la mano del emboque (a la mano o al pulgar). Las bolas lanzadas deben superar el fleje (en caso contrario, la bola no es válida y se dice que ha sido "morra"). Hay más situaciones de bolas no válidas:
- Caballo: Cuando la bola derriba en primer lugar el primer bolo de la fila de la mano del emboque o cualquiera de los tres bolos de la otra mano;
- Estacazo: Cuando la bola no supera la raya situada a la altura del bolo central, al dos, y queda a la otra mano del emboque;
- Caldera o caja: Cuando la bola queda encerrada dentro de los límites de la raya de juego y el fleje, en la caja, (cuando se juega a raya alta).

Resumiendo, para que la bola sea válida ha de superar el fleje y derribar en primer lugar cualquier bolo de la hilera central (paralela a la línea de tiro) o el segundo o el tercer bolo de la fila de la mano del emboque, o bien que la bola pase "blanca" (sin derribar ningún bolo, siempre y cuando pase entre calles con bolos).
Desde el tiro se puede lograr la jugada de mayor puntuación, el "emboque". Para "embocar" la bola lanzada desde el tiro tiene que derribar en primer lugar el primer bolo de la fila central (paralela a la línea de tiro) y tocar el emboque o bien pasar la raya (por detrás del emboque ), entre el emboque y el lateral de la pista de juego). Normalmente, el emboque vale diez más los bolos derribados en la jugada.
Las bolas válidas se "birlan" desde el lugar que han quedado al lanzarlas desde el tiro. En este caso, no hay morras y se puede derribar en primer lugar cualquier bolo.
Y así, con el birle, se completa la tirada.
Mencionar que el bolo central se llama "panoja" y vale dos cuando es derribado él sólo, tanto desde el tiro como desde el birle.
En una tirada se cuentan los bolos derribados desde el tiro y desde el birle.

#### Modos de juego
Se puede jugar a concurso o a partida. 
En un concurso se realizan 8 tiradas y en cada tirada se lanzan 3 bolas. El orden de tiradas es el siguiente: 2 tiradas a la mano y otras 2 al pulgar a "raya alta" (raya de concurso) desde el tiro corto y 2 tiradas a la mano y 2 al pulgar a "raya al dos" (sin caldera), desde el tiro largo.
En una partida de bolos se juega el número de "chicos" pactado. Cada chico consta de dos tiradas (salvo que se "cierre"), ganando el chico quien derribe más bolos en el cómputo global de las dos tiradas. En caso de "cierre" gana el chico quien haya derribado más bolos en esa tirada.
Para comenzar la partida se sortea la raya y el tiro (cara o cruz si se lanza una moneda, o bien, punta o coz si se lanza el emboque). Quien acierte elige poner en primer lugar tiro o raya. Si pone tiro en el primer chico, después le toca poner raya en el 2.º y así sucesivamente hasta el final de la partida. En cada chico se pone primero el tiro y después la raya.
Si el juego es individual se dice que la partida es a corro libre. Cada jugador tira tres bolas y se cierra con 20 bolos.
Si la partida es entre "peñas" se juegan, generalmente, 6 chicos. Una peña está formada por 4 jugadores y cada jugador lanza 2 bolas. En este caso, para "cerrar" hay que hacer 40 bolos.
La Liga de Bolos se juega entre peñas y los campeonatos se juegan a concurso (individual y por parejas).

### Pasabolo tablón

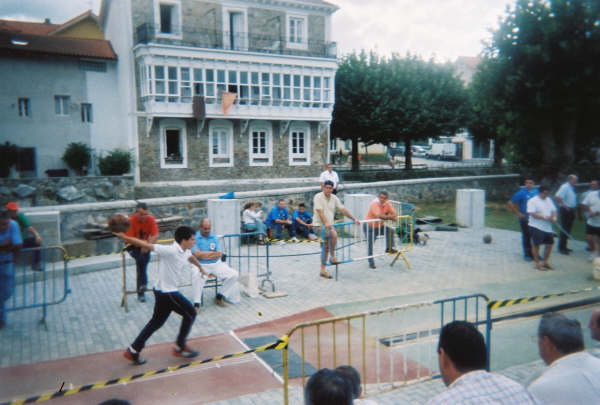
Jugador cadete de pasabolo tablón en el momento del lance.

Es una modalidad de pasabolo que consiste en lanzar una bola por un tablón y lanzar lo más lejos posible los tres bolos que hay al final de la tabla sobre un campo de hierba de casi 50 metros de largo. El tablón se suele limpiar con agua después de cada tirada con el fin de facilitar el deslizamiento de la bola por el tablón y para borrar las marcas realizadas por las bolas anteriormente lanzadas, lo que permite al jugador poder localizar sus posibles fallos. Los bolos, que no tienen cabeza, se fijan en los agujeros del suelo mediante arcilla.
En la campa hay siete rayas con un valor de 10, 20, 30, 40, 50, 60 y 70 (de la más cercana a la más lejana). Si un bolo es derribado pero no alcanza la primera raya vale 1, y la mayor jugada son 210 bolos. Cada Raya está a unos 5 metros de la otra, estando colocada la primera a unos 8 metros del último bolo.

### Pasabolo losa
El campo de juego donde se practica se llama bolera y sus dimensiones son de 25 x 10 metros. En el centro se sitúa la losa, una piedra de 1,9 m de largo por 1,3 m de ancho con nueve agujeros donde son colocados los bolos de 32 centímetros de alto ayudados de arcilla. En uno de los extremos del campo existe una pequeña elevación de unos 40 centímetros de altura y una zanja donde el jugador coge impulso para lanzar la bola a "ruedabrazo", llevando el brazo de atrás hacia adelante. Al extremo contrario se marca la raya de valoración en semicirculo a 12 metros de la losa. A unos 40 centímetros de la raya de puntuación se señala el "pas" de birle, otra raya en la prolongación de la línea imaginaria entre el primer bolo de la línea central de la losa y el último de la situada en la izquierda.
Cada jugador de los dos equipos lanza una bola óvala de madera de encina desde la elevación situada en un extremo de la bolera (zona de tiro o pas de tiro) con el fin de golpear los bolos y proyectarlos fuera de la raya. Por cada bolo que rebase la línea se contará un valor de 10. Si algún bolo no logra superar la raya, este tendrá una puntuación de 1 por cada bolo derribado. Si desde el Tiro la bola da exclusivamente al bolo central y lo derriba, este vale 2 y si lo saca de la raya vale 11. A continuación se realiza el birle, es decir, se lanza de nuevo la bola donde esta se ha detenido y en esta acción tiene que tocar la tierra situada antes de la losa. Cada bolo derribado en el birle cuenta como una unidad y si se derriba únicamente el bolo central este vale dos puntos.

### Bolo pasiego

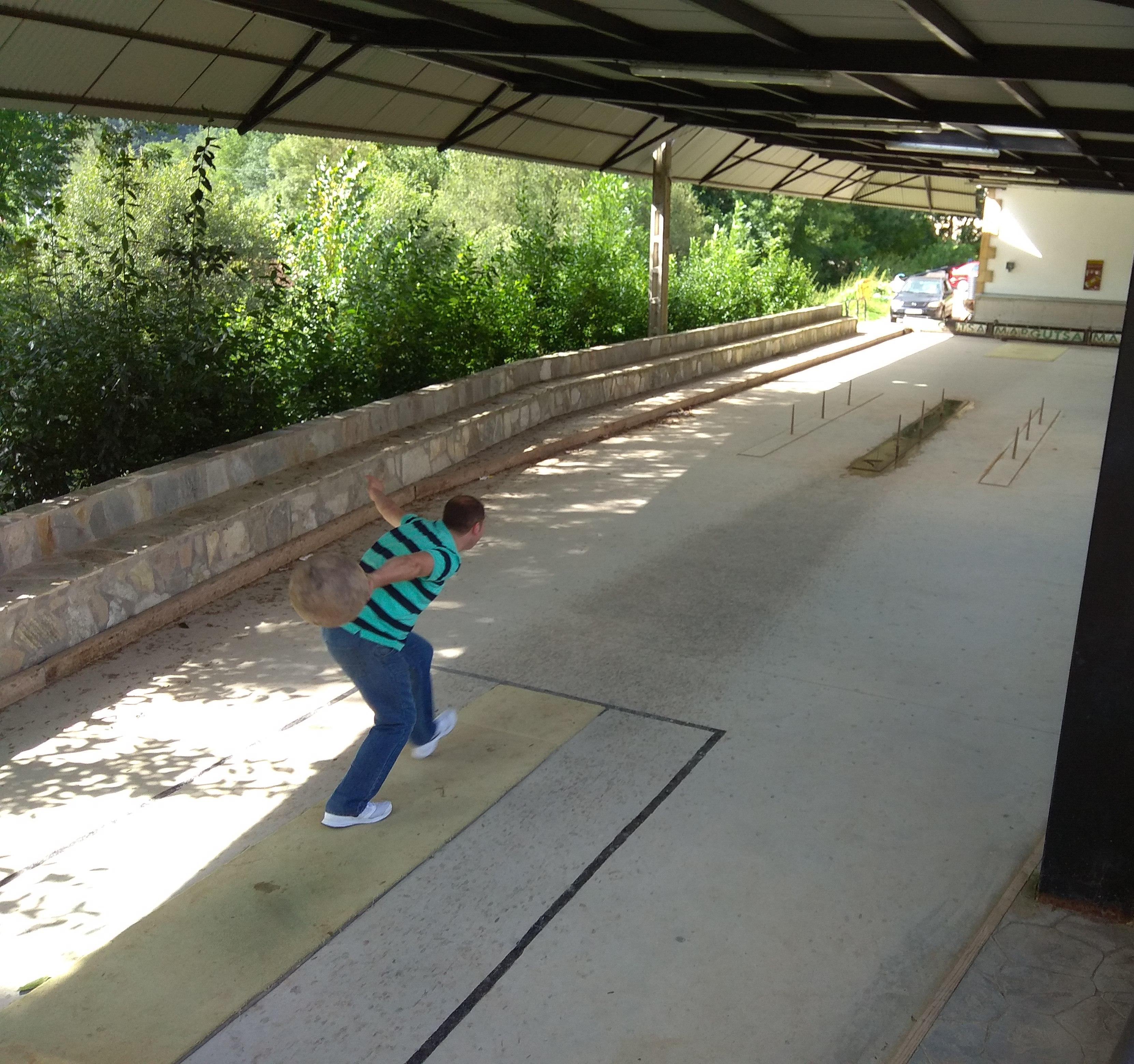
Jugador de bolo pasiego lanzando desde el tiro en la bolera de Vega de Pas.

En un carrejo rectangular se posicionan nueve bolos lisos. El lanzamiento se realiza con bolas grandes de manilla y se lanza y se birla al igual que se realiza en el bolo palma, aunque con una reglamentación distinta. Se practica habitualmente en las zonas pasiegas, por ejemplo, en San Pedro del Romeral, la Vega de Pas y en el valle de Luena.